# Église Saint-Cyr de Saint-Ciers-Champagne
L'église Saint-Cyr est une église située à Saint-Ciers-Champagne, dans le département français de la Charente-Maritime en région Nouvelle-Aquitaine.

## Historique
L'église est inscrite au titre des monuments historiques par arrêté du 5 avril 1935.

## Galerie

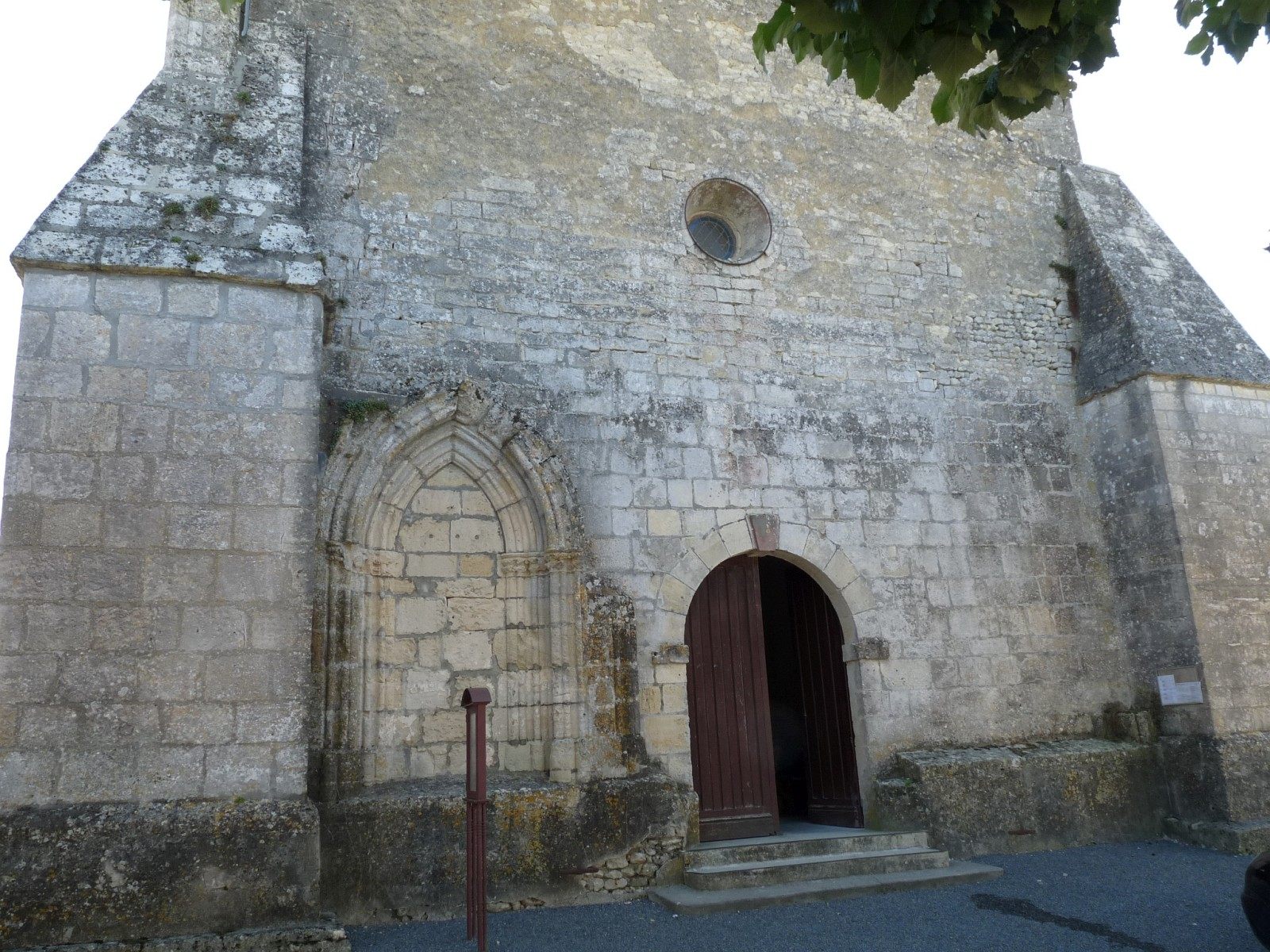
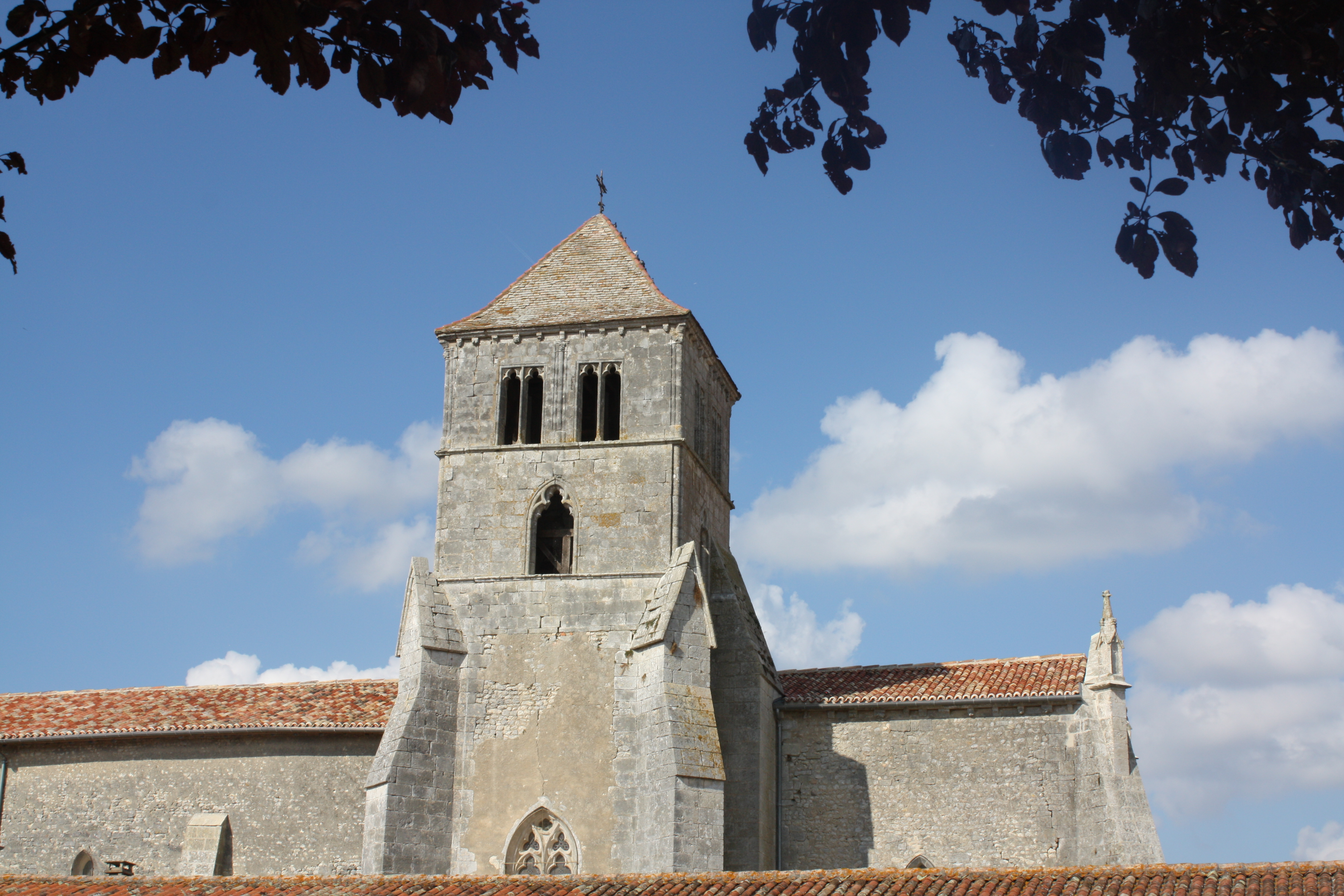
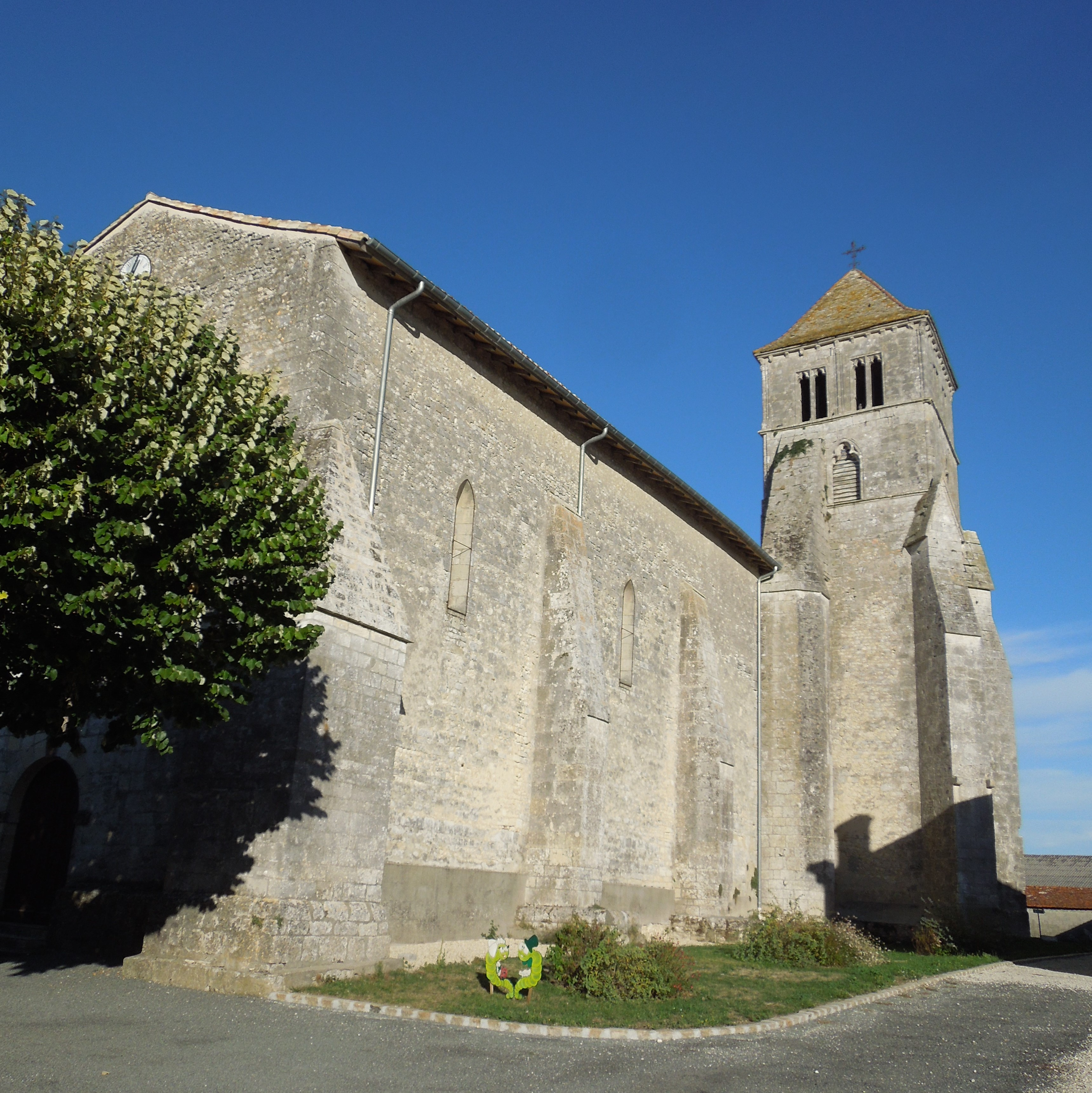
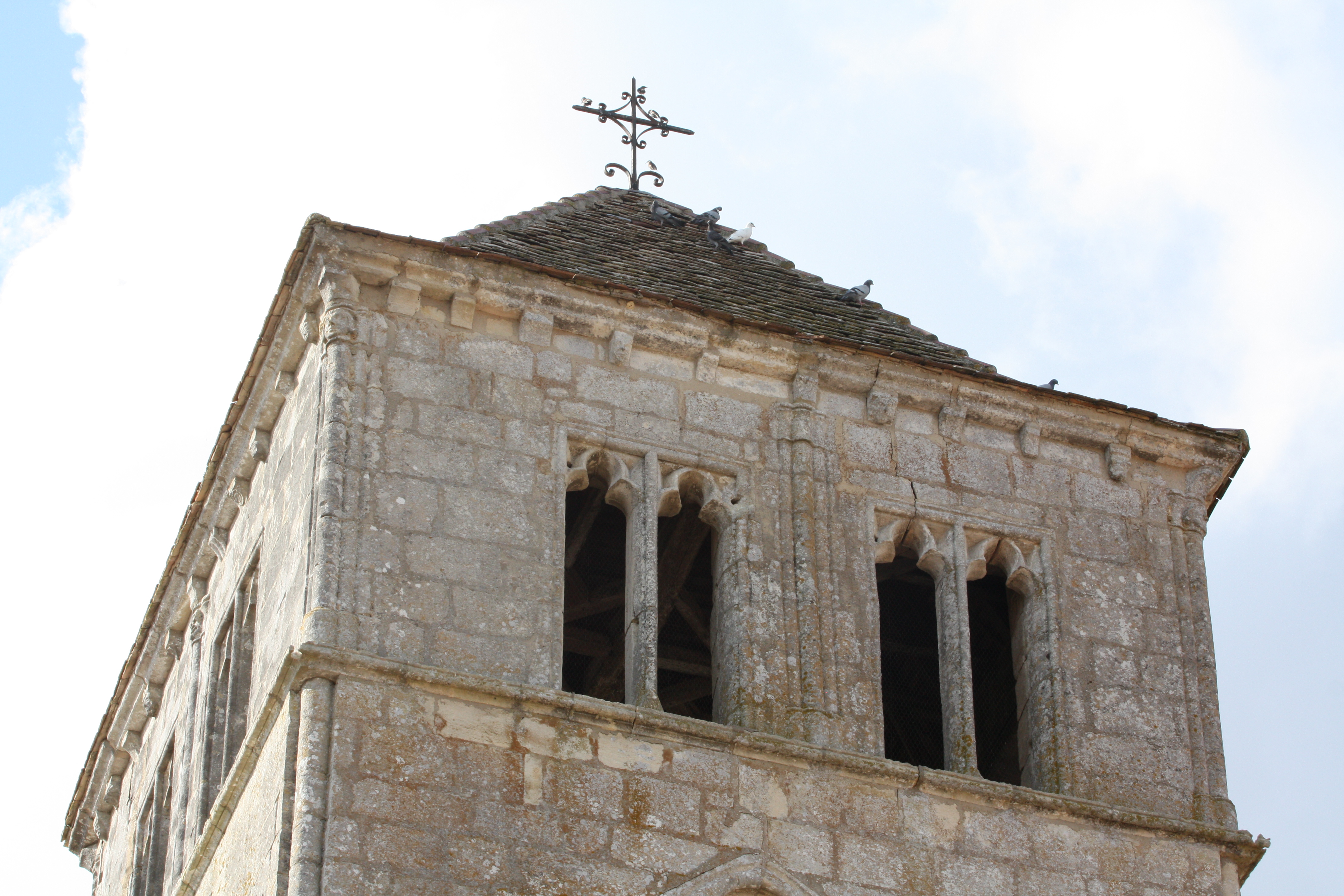
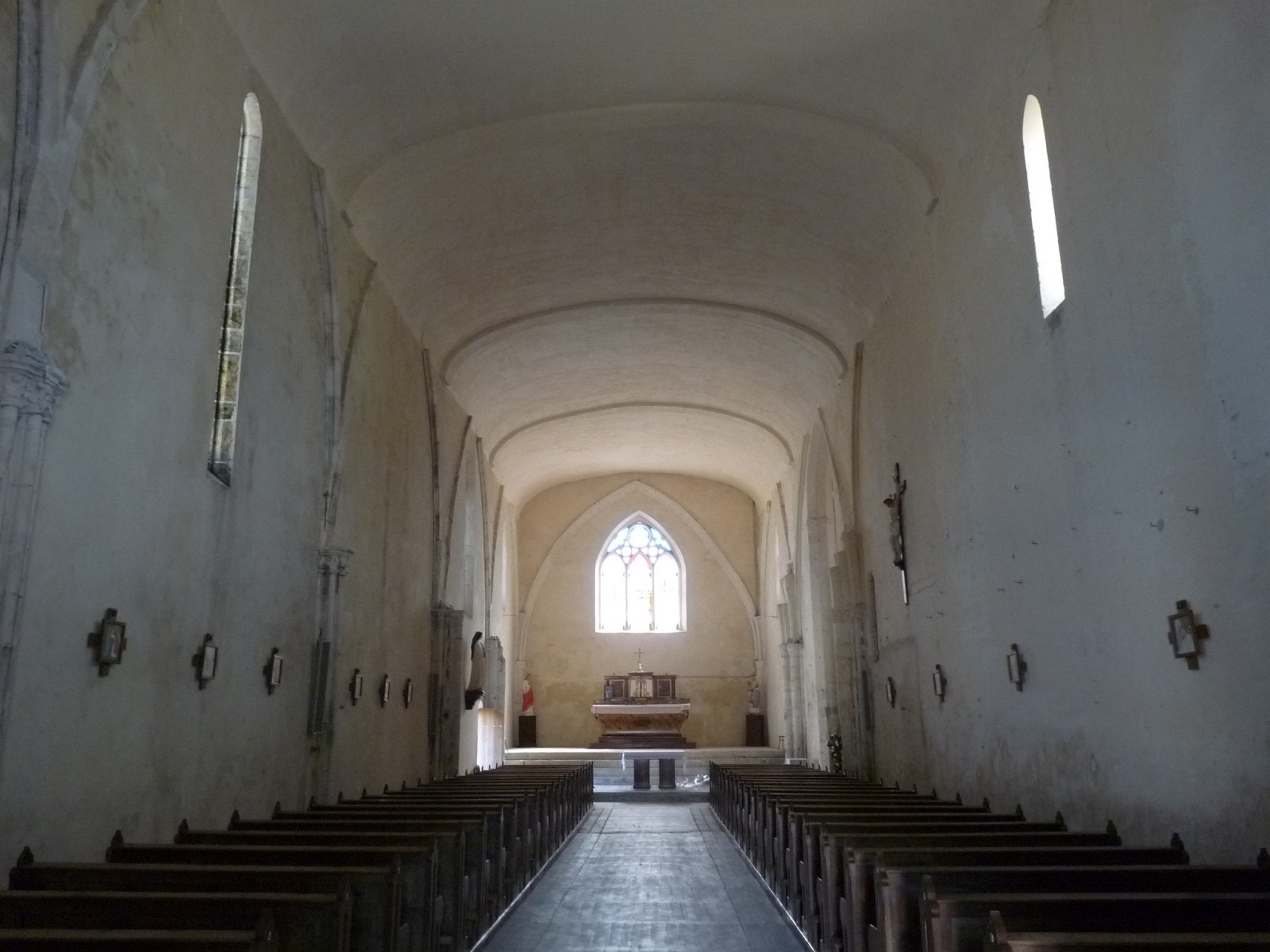